# Tiro ai Giochi della V Olimpiade - Piccione d'argilla a squadre
La competizione del piccione d'argilla a squadre  di tiro a volo ai Giochi della V Olimpiade si tenne dal 29 giugno al 1º luglio 1912 a Råsunda, Solna, Stoccolma.

## Risultati
Sei tiratori per squadra.
1 Turno - 20 piccioni per tiratore, le migliori 5 squadre avanzavano al 2 turno.

2 Turno - 30 piccioni per tiratore, le migliori 3 squadre avanzavano al 3 turno.

3 Turno - 50 piccioni per tiratore.
| Pos.    | Nazioni     | Atleti                     | Punti   | Punti   | Punti   | Punti       | Punti  | Punti |
| Pos.    | Nazioni     | Atleti                     | turno 1 | turno 2 | turno 3 | Totale ind. | Totali |       |
| ------- | ----------- | -------------------------- | ------- | ------- | ------- | ----------- | ------ | ----- |
| Oro     | Stati Uniti | Jim Graham                 | 16      | 30      | 48      | 94          | 532    |       |
| Oro     | Stati Uniti | Charles Billings           | 20      | 29      | 44      | 93          | 532    |       |
| Oro     | Stati Uniti | Ralph Spotts               | 18      | 28      | 44      | 90          | 532    |       |
| Oro     | Stati Uniti | John Hendrickson           | 18      | 26      | 45      | 89          | 532    |       |
| Oro     | Stati Uniti | Frank Hall                 | 18      | 25      | 43      | 86          | 532    |       |
| Oro     | Stati Uniti | Edward Gleason             | 18      | 23      | 39      | 80          | 532    |       |
| Argento | Regno Unito | Harry Humby                | 19      | 26      | 46      | 91          | 511    |       |
| Argento | Regno Unito | William Grosvenor          | 17      | 29      | 43      | 89          | 511    |       |
| Argento | Regno Unito | Alexander Maunder          | 18      | 27      | 44      | 89          | 511    |       |
| Argento | Regno Unito | George Whitaker            | 17      | 27      | 40      | 84          | 511    |       |
| Argento | Regno Unito | John Butt                  | 16      | 24      | 39      | 79          | 511    |       |
| Argento | Regno Unito | Charles Palmer             | 17      | 27      | 35      | 79          | 511    |       |
| Bronzo  | Germania    | Franz von Zedlitz          | 19      | 28      | 44      | 91          | 510    |       |
| Bronzo  | Germania    | Horst Goeldel-Bronikoven   | 18      | 27      | 43      | 88          | 510    |       |
| Bronzo  | Germania    | Erich von Bernstorff       | 18      | 24      | 45      | 87          | 510    |       |
| Bronzo  | Germania    | Erland Koch                | 17      | 26      | 39      | 82          | 510    |       |
| Bronzo  | Germania    | Albert Preuß               | 18      | 25      | 38      | 81          | 510    |       |
| Bronzo  | Germania    | Alfred Goeldel-Bronikoven  | 17      | 26      | 38      | 81          | 510    |       |
| 4       | Svezia      | Åke Lundeberg              | 19      | 29      |         | 48          | 243    |       |
| 4       | Svezia      | Alf Swahn                  | 18      | 27      |         | 45          | 243    |       |
| 4       | Svezia      | Johan Ekman                | 16      | 25      |         | 41          | 243    |       |
| 4       | Svezia      | Victor Wallenberg          | 15      | 25      |         | 40          | 243    |       |
| 4       | Svezia      | Hjalmar Frisell            | 13      | 25      |         | 38          | 243    |       |
| 4       | Svezia      | Carl Wollert               | 14      | 17      |         | 31          | 243    |       |
| 5       | Finlandia   | Edvard Bacher              | 17      | 27      |         | 44          | 233    |       |
| 5       | Finlandia   | Robert Huber               | 18      | 25      |         | 43          | 233    |       |
| 5       | Finlandia   | Adolf Schnitt              | 18      | 23      |         | 41          | 233    |       |
| 5       | Finlandia   | Emil Collan                | 16      | 21      |         | 37          | 233    |       |
| 5       | Finlandia   | Karl Fazer                 | 15      | 21      |         | 36          | 233    |       |
| 5       | Finlandia   | Axel Fredrik Londen        | 11      | 21      |         | 32          | 233    |       |
| 6       | Francia     | André Fleury               | 16      |         |         | 16          | 90     |       |
| 6       | Francia     | Henri de Castex            | 15      |         |         | 15          | 90     |       |
| 6       | Francia     | Georges de Créqui-Montfort | 15      |         |         | 15          | 90     |       |
| 6       | Francia     | Charles de Jaubert         | 15      |         |         | 15          | 90     |       |
| 6       | Francia     | René Texier                | 15      |         |         | 15          | 90     |       |
| 6       | Francia     | Édouard Creuzé de Lesser   | 14      |         |         | 14          | 90     |       |